# Epizootiologi
Epizootiologi, epizoologi, eller veterinärmedicinsk epidemiologi är studien av sjukdomsmönster inom djurpopulationer. En smittsam djursjukdom kallas epizooti, därför kallas läran om sådana sjukdomar för epizootiologi.